# Sentiero delle Lattaie
Il sentiero delle Lattaie (in sloveno Jucška Pot) è un sentiero che collega il quartiere di Guardiella Superiore (Trieste) con l'abitato di Sesana (in Slovenia).

## Percorso
Parte dal rione di Guardiella Superiore, a nord di Trieste, all'incrocio tra Via del Sommacco e la strada regionale ex statale 58 della Carniola.
Prosegue in salita per Via del Sommacco ad ovest del Bosco de Rin, incrocia il sentiero Faccanoni e continua sino alla Sella di Trebiciano ad un'altitudine di 348 metri sul livello del mare. Continua dritto, ed in lieve discesa, verso il Campo Carri (cioè una prateria usata per test sui carri armati della Caserma monte Cimone) e giunge nell'abitato di Trebiciano ove continua sino alla sua fine pianeggiante, dopo aver attraversato, grazie ad un cavalcavia l'autostrada Sistiana-Rabuiese. Oltrepassata la strada provinciale 1 del Carso il sentiero continua su una tratta chiamata Ciclopedonale Trebiciano - Orlek, per arrivare ad Orlek. Nel paesino il sentiero continua verso ovest per successivamente terminare sul Sentiero Ressel.

## Toponimo
Il sentiero prende il nome dalle lattaie che dal Carso si calavano per poter portare il latte fresco all'interno di Trieste.

## Tabella del Percorso
| TIPOLOGIA     | CHILOMETRO | NOME                    | ALTITUDINE  |
| ------------- | ---------- | ----------------------- | ----------- |
| Inizio        | 0,000      | SS 58                   |             |
| Bivio         | 0,248      | Bivio Hausbrandt        |             |
| Incrocio      | 0,877      | Incrocio Faccanoni      | 229m s.l.m. |
| Vetta         | 1,520      | Sella di Trebiciano     | 348m s.l.m  |
| Campo         | 2,060      | Campo Carri             |             |
| Viadotto      | 2,560      | Ponte sul RA13          |             |
| Abitato       | 2,570      | Trebiciano              | 329m s.l.m. |
| Strada        | 2,810      | SP 1 del Carso          |             |
| Inizio tratta | 3,050      | Ciclopedonale per Orlek |             |
| Confine       | 4,680      | ITA - SLO               |             |
| Abitato       | 5,740      | Orle                    | 346m s.l.m. |
| Fine          | 8,100      | Sentiero Ressel         |             |